# كوسيغ
كوسيغ (بالإنجليزية: Kőszeg)‏ هي بلدة في مقاطعة فاس، شمال غرب المجر. يبلغ عدد سكان المدينة 11,747 نسمة حسب إحصاء 2012.

## السكان
في سنة 1880، كان عدد سكان البلدة يبلغ 7,301 نسمة مع غالبية السكان من الألمان (كذلك في 1495، 1715، و1784 كان الألمان يشكلون غالبية سكان البلدة). كان المواطنون الألمان أساسا من طائفة اللوثريين، كما هو الحال في شوبرون. خلال عصر الإمبراطورية النمساوية المجرية، كان غالبية سكان المدينة مجريين.
بعد الحرب العالمية الثانية، تم طرد 117 ألمانيََا من المدينة، ولكن في الواقع تم ترحيل المزيد من الناطقين بالألمانية لأن عدد سكان المدينة انخفض من 10,320 (في عام 1941) إلى 8,780 (في عام 1949. في عام 2001، كان عدد سكان كوسيغ 11,844 نسمة، 93.4٪ مجريون، 3.2٪ ألمان، 1.6٪ كروات.

## علاقات دولية
لدى مدينة كوسيغ اتفاق توأمة مع المدن التالية:
 ألتيا، إسبانيا - 1991
 باد كوتستينغ، ألمانيا - 1991
 بيلاجيو، إيطاليا - 1991
 بوندوران، جمهورية أيرلندا - 1991
 غرانفيل، فرنسا - 1991
 هوفاليز، بلجيكا - 1991
 هولستيبرو، الدنمارك - 1991
 شيربيك، بلجيكا - 1991
 ميرسن، هولندا - 1991
 نييديرانفن، لوكسمبورغ - 1991
 بروزة، اليونان - 1991
 سيسيمبرا، البرتغال - 1991
 شيربورن، المملكة المتحدة - 1991
 كاركيلا، فنلندا - 1997
 أوكسيلوسوند، السويد - 1998
 يودنبورغ، النمسا - 1999
 خوينا، بولندا - 2004
 سيغولدا، لاتفيا - 2004
 سوشيتسا، التشيك - 2004
 توري، إستونيا - 2004
 زفولن، سلوفاكيا - 2007
 بريناي، ليتوانيا - 2008
 مارساسكالا، مالطا - 2009
 سيريت، رومانيا - 2010
 تريافنا، بلغاريا - 2011

## توأمة
لكوسيغ اتفاقيات توأمة مع كل من:
- فايهينغن
- ألتيا
- باد كوتستينغ
- بيلاجيو
- بوندوران
- غرانفيل
- هولستيبرو
- هوفاليز
- ميرسن
- Niederanven [الإنجليزية]‏
- بروزة
- Sesimbra [الإنجليزية]‏
- Sherborne [الإنجليزية]‏
- كاركيلا
- Oxelösund [الإنجليزية]‏
- يودنبورغ
- خوينا
- سيغولدا
- سوشيتسا
- Türi Parish [الإنجليزية]‏
- زفولن
- بريناي
- مارساسكالا
- سيريت
- Agros, Cyprus [الإنجليزية]‏
- شكوفجا لوكا
- تريافنا
- سينج (مدينة)
- Nitrianske Hrnčiarovce [الإنجليزية]‏
- فليتري
- Mödling [الإنجليزية]‏
- أوفنباخ أم ماين (1995 - )

## أعلام
- جيولا لورانت
- أغوتا كريستوف

## وصلات خارجية
- الموقع الرسمي
 متوفر باللغات المجرية، الألمانية، الإنجليزية، الإيطالية، الفرنسية، الإيطالية.
- صور ملتقطة من الجو للمدينة
- تاريخ، صور، قلعة المدينة